# Nesticus carolinensis
Espèce
Synonymes
- Ivesia carolinensis Bishop, 1950

Nesticus carolinensis est une espèce d'araignées aranéomorphes de la famille des Nesticidae.

## Distribution
Cette espèce est endémique de Caroline du Nord aux États-Unis,. Elle se rencontre dans les comtés de McDowell, d'Avery, de Burke, de Caldwell et de Watauga

## Description
Le mâle holotype mesure 4,5 mm et la femelle paratype 3,5 mm.
Le mâle décrit par Gertsch en 1984 mesure 4 mm et la femelle 3,5 mm.

## Systématique et taxinomie
Cette espèce a été décrite sous le protonyme Ivesia carolinensis par Bishop en 1950. Elle est formellement placée dans le genre Nesticus par Brignoli en 1983 car Ivesia est considéré comme synonyme de Nesticus par Kaston en 1945.

## Étymologie
Son nom d'espèce, composé de carolin[a] et du suffixe latin -ensis, « qui vit dans, qui habite », lui a été donné en référence au lieu de sa découverte, la Caroline du Nord.

## Publication originale
- Bishop, 1950 : « A new cave spider from North Carolina. » Proceedings of the Biological Society of Washington, vol. 63, p. 9-12.